# La Folhada
La Folhada (en francès La Fouillade) és un municipi francès situat al departament de l'Avairon i a la regió d'Occitània.

## Demografia
| 1962                                       | 1968  | 1975  | 1982  | 1990  | 1999  | 2006  |
| ------------------------------------------ | ----- | ----- | ----- | ----- | ----- | ----- |
| 1.111                                      | 1.123 | 1.154 | 1.153 | 1.041 | 1.034 | 1.110 |
| Des de 1962: població sense dobles comptes |       |       |       |       |       |       |

## Administració
| Període   | Identitat        | Partit |
| --------- | ---------------- | ------ |
| 1971-1977 | Jean Lafon       |        |
| 1977-1983 | Georges Alet     |        |
| 1983-2001 | Jean Lafon       |        |
| 2001-     | René Authesserre |        |